# Astomum fruchartii
Astomum fruchartii là một loài rêu trong họ Pottiaceae. Loài này được (Müll. Hal.) Broth. mô tả khoa học đầu tiên năm 1900.